# Ederagenina
L'ederagenina o melantigenina è una molecola triterpenica della famiglia delle saponine derivata da Hedera helix.
Sebbene sia utilizzato soprattutto come fitofarmaco, ha dimostrato, in laboratorio, sia attività antidepressiva, sia attività antiparassitaria.
Viene utilizzata in campo medico come balsamico, la cui azione terapeutica preminente è antisettica e sedativa.
Viene impiegato come espettorante nelle bronchiti catarrali e nella terapia della pertosse. Ritarda ed attenua il broncospasmo da acetilcolina.
A dosi elevate induce irritazione del tratto gastro-enterico e ciò spiega l'attività espettorante nelle bronchiti croniche e nella pertosse. L'azione irritativa dell’ederagenina è infatti rivolta anche alla mucosa bronchiale presso la quale induce un’azione espettorante riflessa.
Si può trovare in associazione a codeina in farmaci ad attività sedativa della tosse.